# Ủy ban Thẩm phán Tòa án nhân dân cấp cao (Việt Nam)
Ủy ban Thẩm phán Tòa án nhân dân cấp cao gồm Chánh án, các Phó Chánh án là Thẩm phán cao cấp và một số Thẩm phán cao cấp do Chánh án Tòa án nhân dân tối cao Việt Nam quyết định theo đề nghị của Chánh án Tòa án nhân dân cấp cao.
Số lượng thành viên Ủy ban Thẩm phán Tòa án nhân dân cấp cao không dưới mười một người và không quá mười ba người.

## Nhiệm vụ và quyền hạn
Ủy ban Thẩm phán Tòa án nhân dân cấp cao có nhiệm vụ, quyền hạn sau đây:
a) Giám đốc thẩm, tái thẩm bản án, quyết định đã có hiệu lực pháp luật của Tòa án nhân dân tỉnh, thành phố trực thuộc trung ương, Tòa án nhân dân huyện, quận, thị xã, thành phố thuộc tỉnh và tương đương thuộc phạm vi thẩm quyền theo lãnh thổ bị kháng nghị theo quy định của luật tố tụng;
b) Thảo luận, góp ý kiến đối với báo cáo của Chánh án Tòa án nhân dân cấp cao về công tác của Tòa án nhân dân cấp cao để báo cáo Tòa án nhân dân tối cao.

## Phiên họp
Phiên họp của Ủy ban Thẩm phán Toà án nhân dân cấp cao phải có ít nhất hai phần ba tổng số thành viên tham gia; quyết định của Ủy ban Thẩm phán phải được quá nửa tổng số thành viên biểu quyết tán thành.

## Việc tổ chức xét xử
Ủy ban Thẩm phán Tòa án nhân dân cấp cao xét xử giám đốc thẩm, tái thẩm bằng Hội đồng xét xử gồm 03 Thẩm phán hoặc toàn thể Ủy ban Thẩm phán Tòa án nhân dân cấp cao.
Việc xét xử giám đốc thẩm, tái thẩm bằng Hội đồng xét xử gồm 3 Thẩm phán hoặc toàn thể Ủy ban Thẩm phán Tòa án nhân dân cấp cao được thực hiện theo quy định của luật tố tụng.